# Chrýsanthos Dimitriádis
Chrýsanthos Dimitriádis (grec moderne : Χρύσανθος Δημητριάδης), né le 21 juillet 1933 à Thessalonique, est un homme politique grec. Il est député européen de Grèce de la 2e législature. Il était membre de l'Union Politique Nationale (EPEN).

## Député européen
Aux élections européennes de 1984, il obtient 2,4 % des voix et est élu au Parlement européen. Le Mouvement Social Italien obtient 6,5 % des voix et 5 sièges, le Front national français obtient 11 % des voix et 10 élus. Le 24 juillet, ils constituent ensemble le Groupe des Droites européennes. En 1985, le GDE fut rejoint par John David Taylor, un parlementaire du Parti unioniste d'Ulster. Le groupe compte donc 17 parlementaires.
Le 11 avril 1985, il fait partie des 16 membres du Groupe des droites européennes qui sont reçus officiellement en audience par le pape Jean-Paul II. Le pape les encourage à « continuer leur combat contre l'avortement, en conformité avec la doctrine sociale de l'Église » et « contre la décadence des valeurs morales en Europe ».
Il est remplacé en 1988 par Aristídis Dimópoulos.